# Gynoplistia (Gynoplistia) opima
Gynoplistia (Gynoplistia) opima is een tweevleugelige uit de familie steltmuggen (Limoniidae). De soort komt voor in het Australaziatisch gebied.